# Vitali Boïko
Vitali Boïko (né le 30 septembre 1937 et mort le 30 janvier 2020) est un avocat ukrainien, diplomate et ministre de la Justice.
Vitali Boïko est originaire de l'oblast de Tchernihiv. Il est diplômé de l'Université nationale de droit Iaroslav Moudry en 1963 et, jusqu'en 1976, il a travaillé comme juge à Dnipro, puis, jusqu'en 1986, comme juge à Donetsk.
De 1986 à 1992, il travaille au ministère de la Justice et occupe un poste ministériel. Parallèlement à cela, il dirige également la Commission électorale centrale. En 1993–1994, il est ambassadeur d'Ukraine en Moldavie. De 1994 à 2002, il est président de la Cour suprême d'Ukraine.
Il reçoit le prix honorifique du président de l'Ukraine, le précurseur de l'Ordre du mérite.